# Heidi Range
Heidi India Range (Walton, 23 maggio 1983) è una cantautrice britannica.
È stata una delle componenti della girlband britannica Sugababes, dalla seconda formazione alla quarta.

## Biografia

### Infanzia
Heidi Range è figlia di Paul Range (nato nel 1959) e Karen Livingstone (nata nel 1961).
Heidi ha iniziato a cantare alla giovane età di tre anni, quando si è esibita con Hey Little Hen al Neptune Theatre di Liverpool, sua città natale.

### Atomic Kitten
Heidi Range iniziò la sua carriera musicale nel 1997 nelle Atomic Kitten, gruppo di cui è la fondatrice insieme a Liz McClarlon e Kerry Katona. È apparsa su alcuni demo del gruppo, ma se ne è andata nel 1999 perché più portata verso la musica R&B. Heidi ha partecipato anche alle audizioni per il gruppo Scooch, ma non è stata scelta perché ancora troppo giovane.

### Sugababes
Nel 2001, dopo l'uscita dal gruppo Sugababes di Siobhán Donaghy, Heidi partecipò a dei provini per sostituirla.
Mutya Buena e Keisha Buchanan furono molto impressionate nel sentirla cantare e la accettarono come nuova compagna. Prima di entrare nel gruppo, ha registrato alcune demo da solista.
Heidi era presente nelle Sugababes quando il gruppo ha ottenuto la sua prima numero uno nel Regno Unito, Freak like Me. Heidi ha diviso il successo con Keisha e Mutya (nove dei dieci singoli pubblicati da questa formazione sono arrivati nelle prime dieci posizioni in patria) e successivamente con Amelle Berrabah, dopo che ha sostituito Mutya nel 2005. Con Amelle il successo del gruppo è proseguito, con sei su dieci singoli entrati nelle prime dieci posizioni.
Ad Heidi e Amelle si è unita Jade Ewen, dopo che Keisha è stata allontanata dal gruppo nel Settembre 2009. Con la nuova formazione, il gruppo ha pubblicato due singoli (About a Girl e Wear My Kiss.), entrambi entrati nelle prime dieci posizioni.

## Premi
- Nel 2006 ha vinto il premio Contribution In Music Award (premio per la miglior contribuzione al mondo musicale) ai Local Heros Award, svolti a Liverpool, grazie all'immenso contributo dato al gruppo, visto che dopo la sua entrata ha venduto milioni di copie in tutto il mondo ed ha vinto ben diciassette premi tra musica e moda.
- È l'unica delle presenti e passate componenti delle Sugababes ad entrare nella classifica delle donne più belle del mondo, arrivando novantaquattresima.

## Vita privata
Ha frequentato la Maricourt High School a Maghull. Dal 2005 al 2011 è stata fidanzata col presentatore di MTV e XFM Dave Berry. La coppia ha partecipato al quiz All Star Mr and Mrs il 24 maggio 2008, battendo le altre coppie famose e vincendo 15,000 sterline, che hanno donato in beneficenza.
Il 3 Settembre 2016 si è sposata a Firenze con Alex Partakis, dal quale ha avuto una figlia, Aurelia, nata il 21 gennaio 2018.

## Discografia

### Album
| 2002                                                     | Angels with Dirty Faces - Data rilascio: 26 agosto 2002 - Casa discografica: Island Records (CID #8122) - Formati: CD, Cassette           | 2  | —  | 19 | 13 | 3  | 12 | 11 | 21 | 49 | 13 | - Regno Unito: Triplo platino                                           |
| 2003                                                     | Three - Data rilascio: 27 ottobre 2003 - Casa discografica: Island Records (CID #8137) - Formati: CD, Cassette                            | 3  | —  | 21 | 10 | 9  | 4  | 22 | 45 | 54 | 9  | - Regno Unito: Doppio platino - Germania: Oro                           |
| 2005                                                     | Taller in More Ways - Data rilascio: 10 ottobre 2005 - Casa discografica: Island Records (CID #8162) - Formati: CD, download digitale     | 1  | 67 | 5  | 11 | 7  | 10 | 30 | 16 | 23 | 6  | - Regno Unito: Triplo platino - Irlanda: Doppio platino - Germania: Oro |
| 2007                                                     | Change - Data rilascio: 8 October 2007 - Casa discografica: Island Records (#1747641) - Formati: CD, download digitale                    | 1  | 90 | 32 | 33 | 10 | 69 | —  | —  | —  | 14 | - Regno Unito: Platino - Irlanda: Platino                               |
| 2008                                                     | Catfights and Spotlights - Data rilascio: 20 ottobre 2008 - Casa discografica: Island Records (#1787209) - Formati: CD, download digitale | 8  | —  | —  | —  | 18 | —  | —  | —  | —  | —  | - Regno Unito: Argento                                                  |
| 2010                                                     | Sweet 7 - Data rilascio: 15 marzo 2010 - Casa discografica: Island Records / Roc Nation - Formati: CD, download digitale                  | 14 | —  | —  | —  | 35 | —  | —  | —  | —  | —  |                                                                         |
| "—" denotes album that did not chart or was not released | |    |    |    |    |    |    |    |    |    |    |                                                                         |

### Singoli
| Anno | Album                              | Singoli                                                                    |
| ---- | ---------------------------------- | -------------------------------------------------------------------------- |
| 2002 | Angels with Dirty Faces            | - Freak like Me - Round Round - Stronger / Angels with Dirty Faces - Shape |
| 2003 | Three                              | - Hole in the Head - Too Lost in You - In the Middle - Caught in a Moment  |
| 2005 | Taller in More Ways                | - Push the Button - Ugly - Red Dress - Follow Me Home                      |
| 2006 | Overloaded: The Singles Collection | - Easy                                                                     |
| 2007 |                                    | - Walk This Way (con le Girls Aloud)                                       |
| 2007 | Change                             | - About You Now - Change - Denial                                          |
| 2008 | Catfights and Spotlights           | - Girls - No Can Do                                                        |
| 2009 | Sweet 7                            | - Get Sexy - About a Girl - Wear My Kiss                                   |

### Album Live
| Anno | Titolo                            |  |
| ---- | --------------------------------- |  |
| 2006 | I Tunes Special: Live From London |  |

## DVD
| Anno | Titolo                                 |  |
| ---- | -------------------------------------- |  |
| 2006 | Overloaded: the Singles Collection DVD |  |